# Musa hirta
Musa hirta är en enhjärtbladig växtart som beskrevs av Odoardo Beccari. Musa hirta ingår i släktet bananer, och familjen bananväxter. Inga underarter finns listade i Catalogue of Life.